# 山口市立二島中学校
山口市立二島中学校（やまぐちしりつ ふたじまちゅうがっこう）は、山口県山口市秋穂二島にある市立中学校。各学年1学級ずつと特別支援学級が1学級ある。全生徒数は37名（2019年現在）と小規模校である。

## 概要
山口市立二島中学校は日本の市立中学校であり、位置としては山口県中部、山口市の南部で、秋穂二島の小高い丘の上に建設されており校舎は2つからなっている。耐震化工事済みの体育館と広いグラウンドも完備されている。校舎からは周防灘を眺めることができ、天気がよければ九州の山々を見ることもできる。近くには山口市立二島小学校と山口市立二島幼稚園もあり、アクセスがし易い。地域との関わりも重視し、社会参画も積極的に行っている。また統計グラフコンクールも行っており、優秀校とされる。幼稚園や小学校との交流も時たま行われる。全校生徒数は2019年現在で37名と小規模校。各学年に1学級ずつと、特別支援学級が1学級ある。

## 部活動
部活動は、バドミントン部（男女混合）、卓球部（男女混合）がある（2023年現在）。ほかに平成30年度夏に女子バレー部が廃部、平成31年度夏に男子サッカー部が廃部となっている。

## 沿革
- 1947年4月1日 - 山口市立二島小学校の空き教室を借用し、山口市立二島中学校が開校。
- 1947年5月1日 - 開校式ならびに入学式を二島小学校講堂に於いて挙行。5月1日を開校記念日に制定する。
- 1947年6月3日 - 秋穂町の岡崎正己がデザインした、山口市立二島中学校の校章が定められる。
- 1947年7月 - PTAが結成される。
- 1998年4月 - 新校舎落成記念式典[1]。